# Mimops orientalis
Mimops orientalis (лат.) — вид губоногих многоножек (Chilopoda), единственный в составе монотипического рода Mimops и семейства Mimopidae. Китай. Длина 45 мм. От других сколопендровых отличаются наличием только одного оцеллия по бокам головы. 21 пара ног; лапки 2-члениковые. На 1-18 парах ног по 2 шпоры, на 19-й паре — одна шпора (на 20-й паре шпор нет). Впервые вид был описан в 1903 году в составе семейства Scolopendridae в подсемействе Cryptopinae (позже включено в семейство Cryptopidae). Однако повторное изучение показало отличие данного вида и выделение его в отдельное семейство в 2006 году.